# 奧諾莉亞

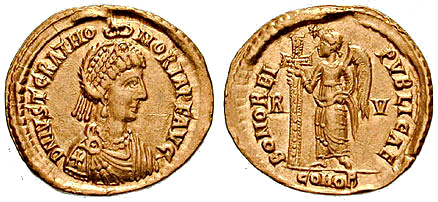
古羅馬金幣上的奧諾莉亞

胡斯塔·格拉塔·奧諾莉亞(拉丁語：Justa Grata Honoria）是西羅馬帝國皇帝瓦倫丁尼安三世的姐姐，皇帝君士坦提烏斯三世和加拉·普拉西提阿的唯一女兒。由於匈奴帝國阿提拉以與她的婚約為由入侵高盧而聞名，後來阿提拉於西元451年在沙隆戰役後退兵，此後歷史沒有記載她的事跡。
她和侍衛長尤吉尼斯（Eugenius）私通被發現，皇帝瓦倫提尼安將她送進一個修道院軟禁起來。瓦倫提尼安後來決定讓奧諾莉亞和羅馬參議員弗拉維斯·巴瑟斯·赫丘蘭努斯（Flavius Bassus Herculanus）結婚，皇帝認為這個姊夫是“安全的”，不可能利用這種關係來奪取皇帝寶座。但奧諾莉亞不想與他結婚，因此尋求匈奴王阿提拉的幫助，她在西元450年春派遣太監海新瑟斯（Hyacinthus）向阿提拉求援，並且附上她的戒指，雖然奧諾莉亞不一定是向阿提拉提出婚約，阿提拉選擇如此解讀她的信息。